# Lajes (Praia da Vitória)

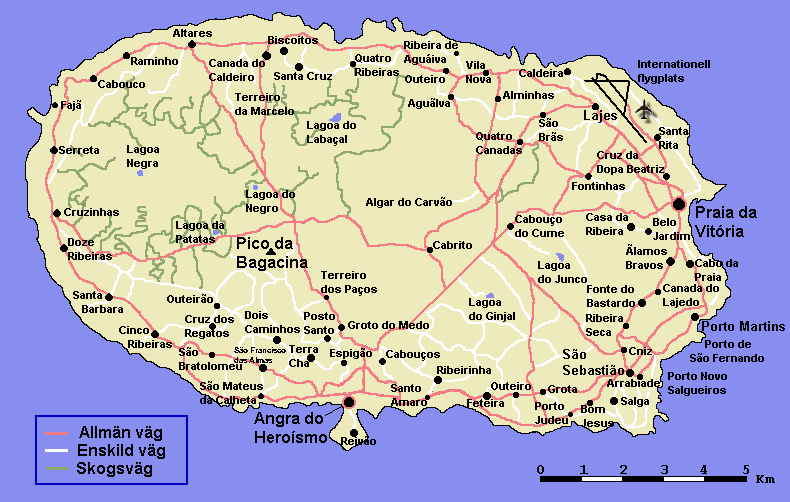
Mapa wyspy Terceira

Lajes – miejscowość w gminie Praia da Vitória na północno-wschodnim wybrzeżu portugalskiej wyspy Terceira w archipelagu Azorów. W roku 2011 miała 3744 mieszkańców i powierzchnię 11,15 km² (335,8 mieszkańców/km²). 

## Historia
Historyczną mapę wyspy sporządził już w XVI w. holenderski podróżnik i odkrywca Jan van Linschoten. Została opublikowana w 1596 r. w Itinerario: Voyage ofte schipvaert van Jan Huyghen van Linschoten naer Oost ofte Portugaels Indien, 1579−1592. Północno-wschodnie wybrzeże zostało na niej przedstawione jako skalisty teren, odległy od miejsc dostępnych dla żeglarzy – dzisiejszej Angra do Heroísmo. W czasach współczesnych również w Praia da Vitória istnieje port w zatoce Caída da Praia, która powstała w XVII w. po wielkim wybuchu wulkanu, kontakt ze światem zapewnia jednak przede wszystkim port lotniczy w Lajes. Północno-wschodnia część wyspy stała się ważnym lotniczym węzłem komunikacyjnym, ułatwiającym przeloty przez Atlantyk. 
Koncepcja stworzenia wojskowej bazy lotniczej na wyspie pochodzi z roku 1928 (jej autorem był Eduardo Gomes da Silva). Projekt zrealizowano w 1934 r., po kilku latach prób uruchomienia bazy Portugalskich Sił Powietrznych na São Miguel. W czasie II wojny światowej, w grudniu 1943 r., zawarto umowy określające warunki korzystania z bazy również przez inne kraje; została udostępniona m.in. wojskom brytyjskim i amerykańskim (ułatwienie przelotów między Afryką i Brazylią). Na Azorach zginęło w wojnie 47 lotników i pasażerów brytyjskich samolotów; na cmentarzu w Lajes został pochowany m.in. Polak, kpt. pil. Jerzy Goldhaar, absolwent Szkoły Podchorążych Lotnictwa w Dęblinie, obserwator podchorąży w 212 Eskadrze Bombowej w czasie kampanii wrześniowej 1939 r. i uczestnik walk 301 Dywizjonu Bombowego „Ziemi Pomorskiej”. Na Lajes znalazł się w czasie transportowania z Ameryki Północnej samolotu Mosquito B.25 (KB475). Zginął w lutym 1945 r., w katastrofie przy starcie.

## Czasy współczesne

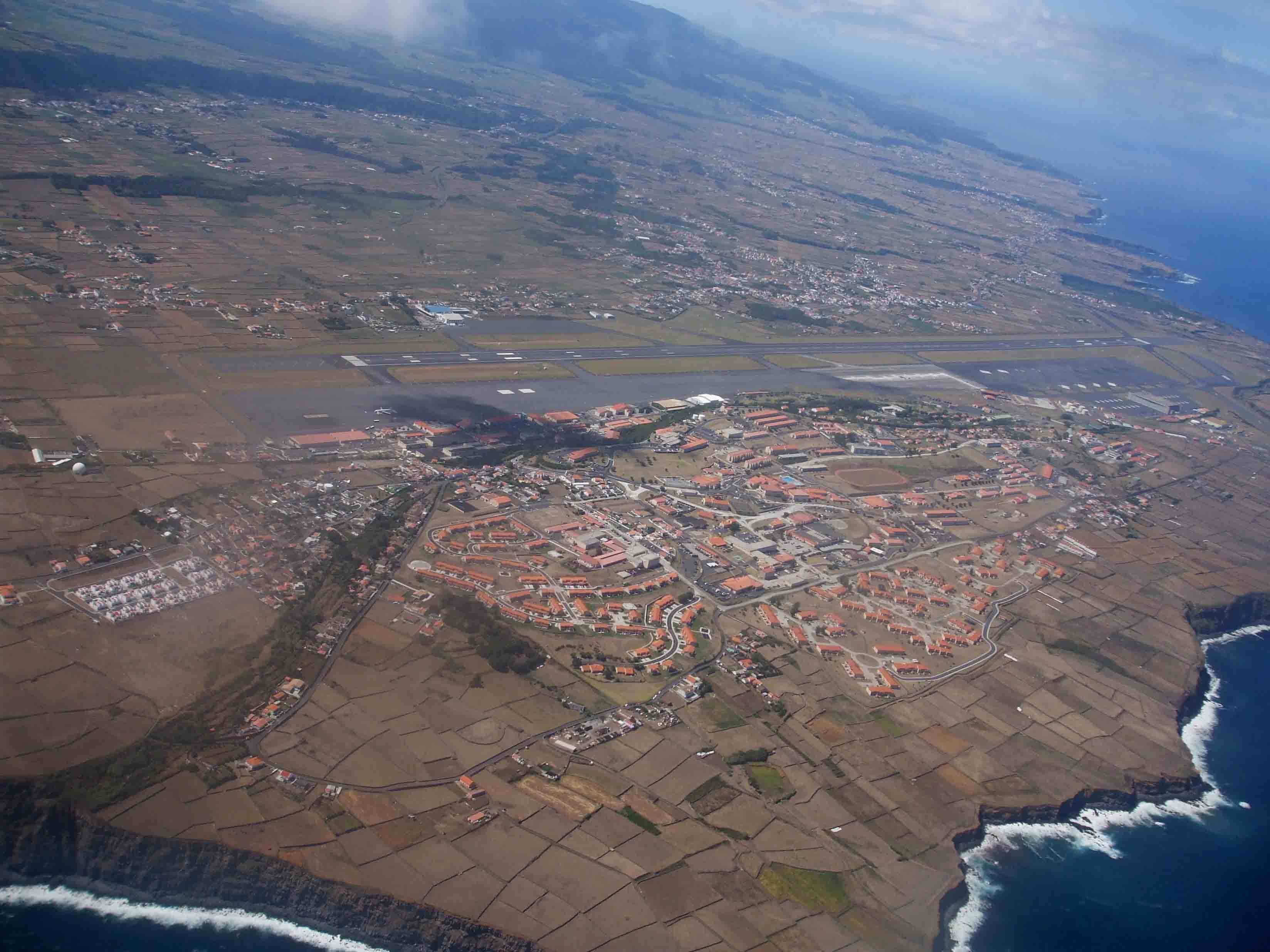
Aeroporto das Lajes

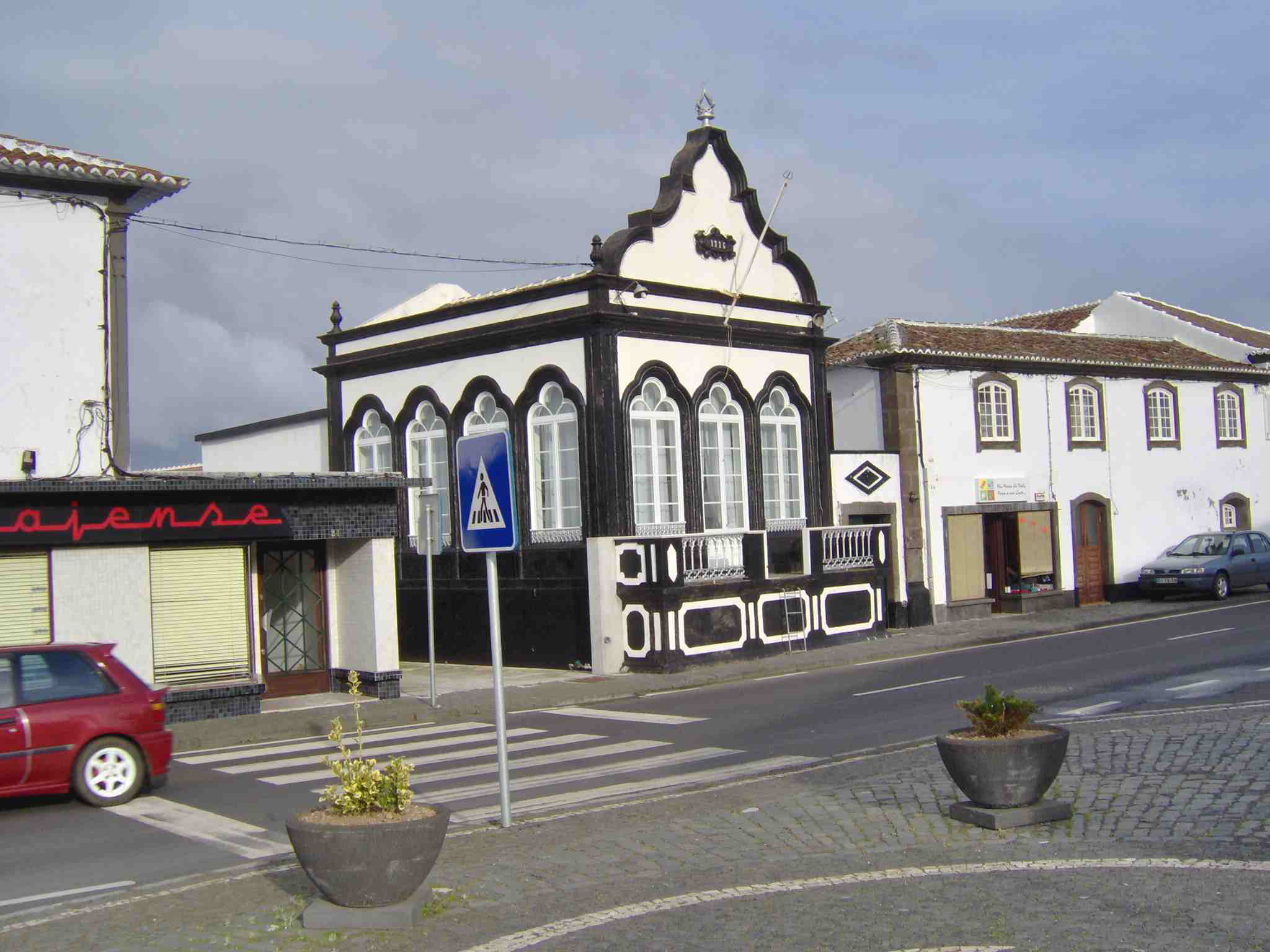
Kościół Świętego Ducha

Od zakończenia wojny Lajes Field (Baza nr 4) jest ponownie pod kontrolą portugalską, znajduje się tu jednak nadal baza amerykańska, w której stacjonuje kilkuset żołnierzy United States Air Forces in Europe, wspomaganych przez portugalski personel cywilny. W roku 2003, w czasie II wojny w Zatoce Perskiej, baza była ważnym punktem tranzytowym. W późniejszych latach rozważano plan zamknięcia bazy, jednak taka decyzja nie została podjęta; zapowiadane jest jedynie ograniczenie jej finansowania, m.in. zmniejszenie liczby personelu. W amerykańskiej bazie prowadzone są szkoły Lajes Elementary High School i Lajes Middle/High School.
Cywilny port międzynarodowy lotniczy Terceira Lajes Field (jeden z trzech na Azorach) obsługuje głównie loty między wyspami archipelagu. Inne przeloty, przede wszystkim do Lizbony i Amsterdamu, są stosunkowo nieliczne, mimo coraz bogatszej turystycznej oferty wyspy Terceira.